# Psychotria comorensis
Psychotria comorensis är en måreväxtart som beskrevs av Cornelis Eliza Bertus Bremekamp. Psychotria comorensis ingår i släktet Psychotria och familjen måreväxter. Inga underarter finns listade i Catalogue of Life.